# Carterornis pileatus
El monarca nuquiblanco (Carterornis pileatus) es una especie de ave paseriforme de la familia Monarchidae endémica de las Molucas, en el este de Indonesia. 

## Distribución y hábitat
Se encuentra en las islas de Halmahera, Buru y las Tanimbar, de las islas Molucas. Su hábitat natural son las selvas tropicales húmedas.

## Taxonomía
El monarca nuquiblanco fue descrito científicamente por el ornitólogo italiano Tommaso Salvadori en 1878 como Monarcha pileatus. Posteriormente fue trasladado al género Carternornis creado por Gregory Macalister Mathews en 1912. Se reconocen tres subespecies:
- C. p. pileatus - ocupa la isla Halmahera;
- C. p. buruensis - únicamente presente en Buru;
- C. p. castus'' - localizado en las islas Tanimbar. Algunos taxónomos la consideran una especie aparte.[4]